# Romanogobio uranoscopus
Il gobione del Volga (Romanogobio uranoscopus) è un pesce osseo di acqua dolce appartenente alla famiglia Cyprinidae.

## Distribuzione e habitat
Si trova nel bacino del Danubio ed è assente dall'asta principale del fiume, eccetto che nell'alto corso.
Vive in piccoli ruscelli con velocità dell'acqua molto elevata e fondo di rocce e ciottoli. Anche in fiumi più grandi con le stesse caratteristiche. I giovanili sono presenti in zone a corrente più lenta con fondale sabbioso e acqua molto bassa.

## Descrizione
È molto simile al gobione comune, al gobione del Kessler ed al gruppo del gobione del Volga (alcune specie del quale sono presenti nel Danubio). Si differenzia dal primo per i barbigli nettamente più lunghi che superano l'occhio se tirati indietro e per il peduncolo caudale più snello ed affusolato. Le scaglie dorsali non hanno le creste epiteliali tipiche dei Romanogobio.
Il colore è simile a quello di Romanogobio albipinnatus o di Romanogobio kesslerii ma le macchie scure sulla pinna dorsale e sulla pinna caudale sono presenti (differenza con R. albipinnatus e relativo gruppo, che hanno pinne incolori) e sono piuttosto poco visibili, formano una sola banda sia sulla dorsale che sulla caudale (in R. kesslerii sulla caudale ci sono due o tre bande e molto più marcate).
Raggiunge al massimo i 10 cm.

## Biologia
Si tratta di una specie notturna che non forma banchi.

### Alimentazione
Si ciba di invertebrati bentonici.

### Riproduzione
Avviene da maggio a settembre, le uova sono deposte in più eventi. I riproduttori abbandonano il fondo per l'accoppiamento e si spostano in acque libere, scegliendo per la fregola acque molto correnti. Le uova sono trasportate per un certo tratto dalla corrente prima di scendere sul fondo ed aderire a corpi sommersi. I giovani sono diurni.

## Pesca
La pesca è occasionale.

## Conservazione
La specie non è minacciata ma si sta rarefacendo perché assai sensibile all'inquinamento e all'interruzione della continuità fluviale da parte di dighe e sbarramenti. Sembra estinto nell'alto corso del Danubio.